# Plummers Island
Plummers Island ist eine zwölf Hektar große Insel im Potomac River, die etwa 14,5 Kilometer flussaufwärts von Washington, D.C. in Montgomery County, Maryland, liegt und von der American Legion Memorial Bridge in östlicher Richtung flussabwärts zu sehen ist; die Brücke führt den Washington, D.C. umgebenden Capital Beltway Interstate Highway über den Potomac River. Plummers Island gilt als die am besten wissenschaftlich untersuchte Insel Nordamerikas.
Die wissenschaftliche Erforschung der Insel begann im Jahr 1899, als der Botaniker Charles Louis Pollard den Washington Biologists' Field Club gründete und mit der Suche nach einem Feldlager in der Nähe des Vereinsheims in Washington, D.C. begann. Der Klub pachtete Plummers Island 1901 und kaufte sie sieben Jahre später; heute befindet sich die Insel im Besitz des US-amerikanischen National Park Service (NPS).
Eine Ausgabe des Bulletin of the Biological Society of Washington widmete sich 2008 in mehreren Artikeln der umfangreichen Flora und Fauna des Eilands. Die Untersuchung von Uferzone, Terrasse und der montanen Höhenstufe führte zur Dokumentation von 3.012 Insektenarten innerhalb von 253 taxonomischen Familien und folgenden 18 Ordnungen: Flöhe, Fransenflügler, Gespenstschrecken, Großflügler, Hautflügler, Heuschrecken, Käfer, Köcherfliegen, Libellen, Netzflügler, Ohrwürmer, Schaben, Schmetterlinge, Schnabelfliegen, Schnabelkerfe, Springschwänze, Staubläuse und Zweiflügler.
Eine weitere Studie aus dem Jahr 2008 führte zudem über 19 Arten von Süßwasser-Weichtieren (sieben Muschelarten sowie zwölf Schneckenarten) auf, die auf oder in der unmittelbaren Umgebung der Insel beheimatet sind, wodurch sich die Gesamtzahl der bereits bekannten Arten des Middle Potomac River auf 42 erhöhte. Eine regelmäßig aktualisierte Liste der Flora beschreibt 885 Pflanzenarten auf Plummers Island und dem angrenzenden Festland, von denen 704 als einheimisch und 181 als eingebürgert gelten, darunter Gefäßpflanzene, Blütenpflanzen, Farne, Farnverbündete sowie Nacktsamige Pflanzen.

## Erweiterung der American Legion Bridge
Im September 2017 kündigte Gouverneur Hogan an, die Interstate Highways I-270 und I-495 (Capital Beltway) um mautfinanzierte Express-Fahrspuren zu erweitern, die im Rahmen einer öffentlich-privaten Partnerschaft geplant, gebaut und betrieben werden sollen. Hierzu ist auch eine Verbreiterung der American Legion Bridge notwendig.
Am 10. Juli 2020 veröffentlichte das Maryland Department of Transportation (MDOT) sein über 18.000 Seiten umfassendes Draft Environmental Impact Statement (DEIS) zum Projekt, das sich mit den Auswirkungen des Bauprojekts auf Mensch und Umwelt beschäftigt. Eine Entscheidung über die Umsetzung des Projekts ist für 2021 geplant und der Baubeginn für 2022.
Kommt es zur Umsetzung, würde Plummers Island zerteilt, das sich unmittelbar flussabwärts der Brücke befindet. Der Kanal, der die Insel vom Festland trennt, würde dadurch zerstört oder müsste verlegt werden, der Baumbestand abgeholzt und ein wesentlicher Teil der Insel planiert werden. Auch der einheimische Buchenwald auf der Festlandseite würde dann abgeholzt: die Feuchtgebiete zwischen Festland und Insel würden dadurch zerstört, was nach Schätzungen zu einem starken Befall mit invasiven Pflanzen führen kann.